# École des cinq boisseaux de riz
Cette page contient des caractères spéciaux ou non latins. S’ils s’affichent mal (▯, ?, etc.), consultez la page d’aide Unicode.
L'École des cinq boisseaux de riz (Wǔdoǔmǐ daò 五斗米道), encore appelée Voie des Maîtres célestes (Tiānshī daò 天師道), apparue sous les Han Orientaux entre 120 et 145 au Sichuan, est l'une des premières écoles taoïstes connues             . Vers 191, elle fut établie par Zhang Lu, petit-fils du fondateur Zhang Ling, en un pouvoir local autonome à Hanzhong (actuel Shaanxi aux confins du Sichuan). À partir de 215, sa structure fut démantelée par Cao Cao, mais ses maîtres furent autorisés à continuer d'enseigner leurs rites. Zhang Lu et une partie de ses ouailles furent « invités » à se rapprocher de la capitale des Wei, et la pratique des Maîtres célestes se diffusa très largement dans le Nord de la Chine à l'époque des Trois Royaumes, puis dans le sud (région du Chang Jiang) sous les Jin, profitant de la réunification de l'empire. Il y eut bientôt de nombreux groupes se réclamant d'eux, centrés autour de chefs religieux à la position héréditaire ; certaines pratiques, qualifiées de « sorcellerie » ou de « débauches », leur valaient des critiques. À la fin du Ve siècle, deux réformateurs tentèrent de structurer de nouveau le courant et de le rendre acceptable aux yeux des autorités. Kou Qianzhi créa le courant des Maîtres célestes du Nord (ou Nouveaux Maîtres célestes) intégrant des influences confucéennes et bouddhistes, qui obtint un statut de religion officielle sous les Wei du Nord ; Lu Xiujing, compilateur du premier Canon, constitua les Maîtres célestes du Sud en intégrant les pratiques d'autres écoles, Lingbao en particulier.
La descendance de Zhang Daoling, les Maîtres célestes Zhang, ne faisait alors déjà plus parler d'elle. Néanmoins, après quelques siècles de silence, elle resurgit sous les Song sous le nom de Maîtres de Longhu, « mont du dragon et du tigre » situé au Jiangxi, où le quatrième patriarche se serait installé. Ayant repris de l'importance, ils fondèrent Zhengyi Mengwei « Puissante alliance de la vérité et de l'unité », devenu depuis les Yuan l'un des deux grands courants taoïstes avec Quanzhen Dao.
Le nom par lequel l'école est communément appelée vient du riz demandé à ses adeptes comme droit d'entrée et en paiement de certains services.

## L'école

### Premières traces historiques

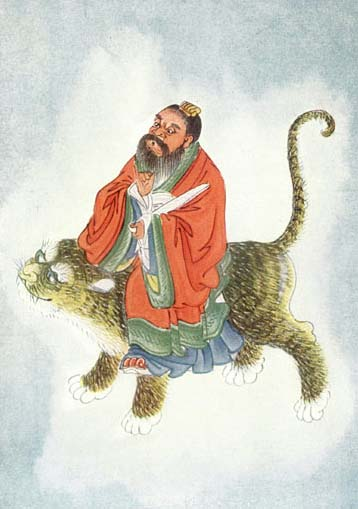
Zhang Daoling, premier Maître céleste

La figure de Zhang Daoling apparaît sous un jour plutôt légendaire, et de son fils Zhang Heng on ne sait presque rien. L'histoire de l'école commence réellement avec le troisième maître Zhang Lu, sorte de seigneur de guerre qui gouverna la région de Hanzhong (sud du Shaanxi) selon les principes des Cinq boisseaux durant près de 25 ans après s'en être emparée. Son autorité religieuse et son prestige local étaient tels que Cao Cao lui offrit en 215 des conditions de reddition exceptionnelles : il fut titré ainsi que ses cinq fils, et sa fille épousa un fils de Cao Cao. Les Zhang et une partie de leurs disciples durent abandonner leur fief pour les régions plus proches de la capitale, mais reçurent l'autorisation de poursuivre leurs activités religieuses. Il est vrai que les Cinq boisseaux de Zhang Lu avait su pour l'essentiel se tenir à l'écart des révoltes ; Cao Cao comptait utiliser son influence. Le courant connut un grand succès dans le royaume de Wei fondé par Cao Pi et se répandit encore plus largement sous les Jin. Le grand calligraphe Wang Xizhi et son fils y auraient appartenu. Cette expansion s'accompagna de la dispersion du pouvoir religieux aux dépens de la famille Zhang, qui fit une ultime tentative pour reprendre le contrôle de ses anciens disciples en lançant un ordre de restriction, mais en vain. Durant l'ère Yongjia (303-313) des Jin du Nord, le troisième fils de Zhang Lu, quatrième du titre, se serait installé sur le mont Longhu qui est resté jusqu'à nos jours le siège principal de l'école Zhengyi.
Lorsqu'on évoque la naissance historique des Cinq boisseaux, il est nécessaire de mentionner le personnage quelque peu mystérieux de Zhang Xiu (sans parenté avec les Maîtres Zhang), également désigné comme le chef des Cinq boisseaux au lieu de Zhang Lu dans certains passages des Chroniques des Trois Royaumes. Un autre passage des Chroniques le montre chargé en même temps que Zhang Lu, par un membre de la famille impériale rebelle, de prendre la ville de Hanzhong (sud du Shaanxi) au gouverneur Han. Il aurait tué ce dernier, mais Zhang Lu se serait débarrassé de lui immédiatement pour occuper seul la ville ; c'est peut-être pour cela que Zhang Xiu est mentionné comme rebelle dans un passage du Livre des Han postérieurs alors que Zhang Lu, en contrôle de la ville et momentanément hors d’atteinte des armées Han, sera parfois présenté comme un gouverneur agissant pour le compte de l'empereur, bien que cette fiction n'ait trompé personne. Certains proposent que le régime religieux imposé par Zhang Lu se soit constitué sur la base de la secte de Zhang Xiu, autant sinon plus que sur la religion de son grand-père.

### Les Cinq boisseaux à Hanzhong
Dans les années 180, Zhang Lu établit un système théocratique dans la région de Hanzhong (sud du Shaanxi) et au nord du Sichuan. Quoiqu’il n’ait pas déclaré son indépendance par rapport au gouvernement central, les fonctionnaires de  la Voie des Maîtres célestes remplacèrent les fonctionnaires  publics.
Dans les sources historiques, la religion de Zhang Lu et Zhang Xiu est alternativement désignée comme Cinq boisseaux ou Voie des esprits / démons, terme qui désigne en général des religions aborigènes aux pratiques magiques ou shamaniques. La région de l'actuel Sichuan où Zhang Daoling développa son école était largement peuplée de non-Hans, particulièrement les ethnies Di   et Qiang dont on sait qu'elles rendaient avant les Han un culte à des divinités semblables aux Trois gouverneurs des Cinq boisseaux. Des spécialistes tels que Meng Wentong ont donc proposé de voir une influence de leurs traditions dans la pensée et les pratiques de l'école. Les sources mentionnent d'ailleurs que Zhang Lu était aussi populaire auprès des « barbares » que des populations sinisées. D'un autre côté, on retrouve dans les croyances des Cinq boisseaux des thèmes originaires du Shandong et des côtes du Hebei, comme la croyance aux immortels, et peut-être le huanglao. Une version du Taiping jing, canon du mouvement rebelle de la Grande paix, dont la première mouture provient, semble-t-il, du Shandong, a dû faire partie des textes de base de la secte.
Le Livre des Han postérieurs vante le régime instauré par Zhang Lu comme « basé sur la sincérité et interdisant le mensonge ». Les impôts sont théoriquement utilisés pour le bien public. Des routes sont aménagées, en partie grâce à un système pénal qui accorde trois chances de se repentir, puis permet de payer la peine en participant à l’aménagement d’une certaine longueur de route. Les cadres religieux, appelés maîtres des libations jijiu (祭酒), installent au bord des routes de petits abris yishe (義舍) contenant boisson et nourriture pour les passants. Une malédiction appelant les démons des maladies sur ceux qui abuseraient de cette libéralité est placée en évidence. La lutte contre les maladies est d’ailleurs une des activités religieuses principales. Elle comprend une phase de repentir dans une pièce calme jingshi (静室) car les troubles physiques sont considérés comme résultant de fautes morales. Le patient est appelé à se remémorer les fautes commises depuis l’âge de sept ans. Le traitement qui consiste à (faire) écrire une confession, ou le nom de la maladie, sur trois papiers qui seront présentés aux Trois gouverneurs (déposé sur une montagne pour le Gouverneur de la Terre, jeté dans une rivière pour le Gouverneur des eaux, brûlé pour le Gouverneur du Ciel). On peut aussi absorber un talisman dissous dans de l’eau. L’alcool est interdit en dehors des besoins rituels et aucun animal ne doit être tué au printemps et en été.  

### Pratiques et croyances des Maîtres célestes
Les informations concernant les Cinq boisseaux et le courant des Maîtres célestes, depuis les Chroniques des trois Royaumes jusqu’à des sources beaucoup plus tardives (Yunjiqiqian  des Song par ex.), proviennent de dates auxquelles le mouvement a déjà essaimé et, bien que prétendant parfois décrire l’époque de Zhang Daoling, sont plus tardives et ne concernent plus exclusivement le Sichuan et Hanzhong. On retrouve des traits constants, mais on ne peut pas affirmer que les pratiques décrites dans un texte donné ont été partagées par tous les Maîtres célestes.

#### Structure
L’école aurait constitué à l’origine une structure comprenant vingt-huit branches appelées zhi. Il y en eut d’abord vingt-quatre, comme les sections du calendrier agricole, puis leur nombre fut augmenté de quatre situées autour de la capitale Luoyang, sans doute après que les Zhang eurent quitté leur fief. Vingt-huit est le nombre des maisons astrales. La branche principale était celle de Yangping et le sceau officiel de l'école portait la mention « palais de la juridiction de Yangping » . Les zhi comprirent plus tard des subdivisions, les lu et les jing, termes qui à l’origine désignaient les pièces où les fidèles s’enfermaient pour méditer sur leurs fautes passées lors des rituels de guérison.
Les fidèles étaient hiérarchisés. Les nouveaux adeptes se nommaient « serviteurs des esprits »  ; les « fonctionnaires des esprits »  se chargeaient des rituels de guérison. ; les plus avancés, qui encadraient les novices, formaient deux niveaux de « maitre des libations » . Leur fonction deviendra souvent héréditaire, ce contre quoi les réformateurs Lu Xiujing et Kou Qianzhi tenteront d’instaurer la promotion au mérite. A Hangzhong, Zhang Lu supervisait l’ensemble avec le titre de « maître-seigneur » shijun  car il était à la fois Maître céleste (shi) et souverain temporel de la ville (jun). La hiérarchie a dû se compliquer avec le temps. Lu Xiujing (Ve siècle) mentionne au moins onze autres titres imitant les titres des fonctionnaires civils ou militaires.

#### Dieux et rituels
Les divinités principales des Cinq boisseaux étaient, outre Lao Tseu, les Trois Gouverneurs régissant le ciel, la terre et les eaux. Des alliances, scellées par des sceaux rituels, étaient conclues par serment entre les fidèles et les dieux et esprits, avec maladie et mort comme punition pour les parjures. Selon certaines sources, le culte des dieux non approuvés ainsi que la pratique d’autres cultes que ceux de l’école étaient interdits, et les adeptes ne respectaient pas les règles communément admises concernant les jours fastes et néfastes, estimant avoir conclu leur propre accord avec les divinités. Deux cultes réguliers importants étaient celui des anciens ou ancêtres le cinquième jour du douzième mois, et celui du fourneau.
Le régime des trois jours de réunion rassemblait les fidèles chez le maître des libations dont ils dépendaient le cinquième jour du premier mois, le septième jour du septième mois et le cinquième jour du dixième mois. Ils présentaient à l’inspection une sorte de livret familial d’état civil, s'entendaient rappeler les règles, faisaient le bilan de leurs actes passés, assistaient à des cérémonies d’alliance avec les divinités garantissant la protection contre les maladies et les calamités. Il était demandé aux adeptes cinq boisseaux de riz pour frais d'entrée et des paiements en nature pour les différents services. Dans certains cas, il semble que les offrandes de riz étaient apportées en commun un jour particulier nommé futiancang (don à la grange céleste) , donné dans une source comme le premier jour du 10e mois.
Comme on l’a vu à Hanzhong, la protection contre les maladies et les désastres était un objectif de première importance pour les fidèles. Hormis les confessions et les cérémonies d’alliance avec les dieux, les pratiques magiques semblent avoir abondé et, avec des pratiques sexuelles appelées « voie jaune et rouge » ou « union des souffles masculin et féminin »  ont valu bien des critiques au courant, surtout à partir des Jin, de la part des partisans de la morale publique ou du bouddhisme. Un exemple en est le fonctionnaire et mathématicien bouddhiste Zhen Luan des Zhou du Nord (557-581) qui écrivit Du ridicule du taoisme.

#### Textes
Le Tao Tö King devait être mémorisé et récité régulièrement. Il y avait des textes pour tous et des textes ésotériques qui ne devaient pas être divulgués en dehors de la secte, dont faisait sans doute partie le commentaire Xiang'er du Dao De Jing retrouvé à Dunhuang. Le Taiping dongji jing  était probablement la version exclusive à l’école du Taiping jing, canon principal des Taiping. les autres textes cités sont le Livre des sceaux du Gouverneur du Ciel , le Livre des talismans et cérémonies, La Voie de la puissante alliance de l’unité orthodoxe , La Règle des trois jours et le Livre jaune , ce dernier à propos des pratiques sexuelles. Au fil des siècles, les ouvrages taoïstes ont attribué bien des écrits à Zhang Daoling, ancêtre officiel des Maîtres célestes, mais les trois premiers Zhang n'ont pas dû être des auteurs prolifiques et il ne reste rien qu'on puisse leur attribuer avec certitude.

### Branches dérivées
L'École de l'eau pure, fondée par un serviteur de la famille Zhang, fut active surtout sous les Jin. Son rite caractéristique était une prière au-dessus d'une jarre d'eau claire pendant la période de Qingming pour écarter les maladies.